# Buschelster

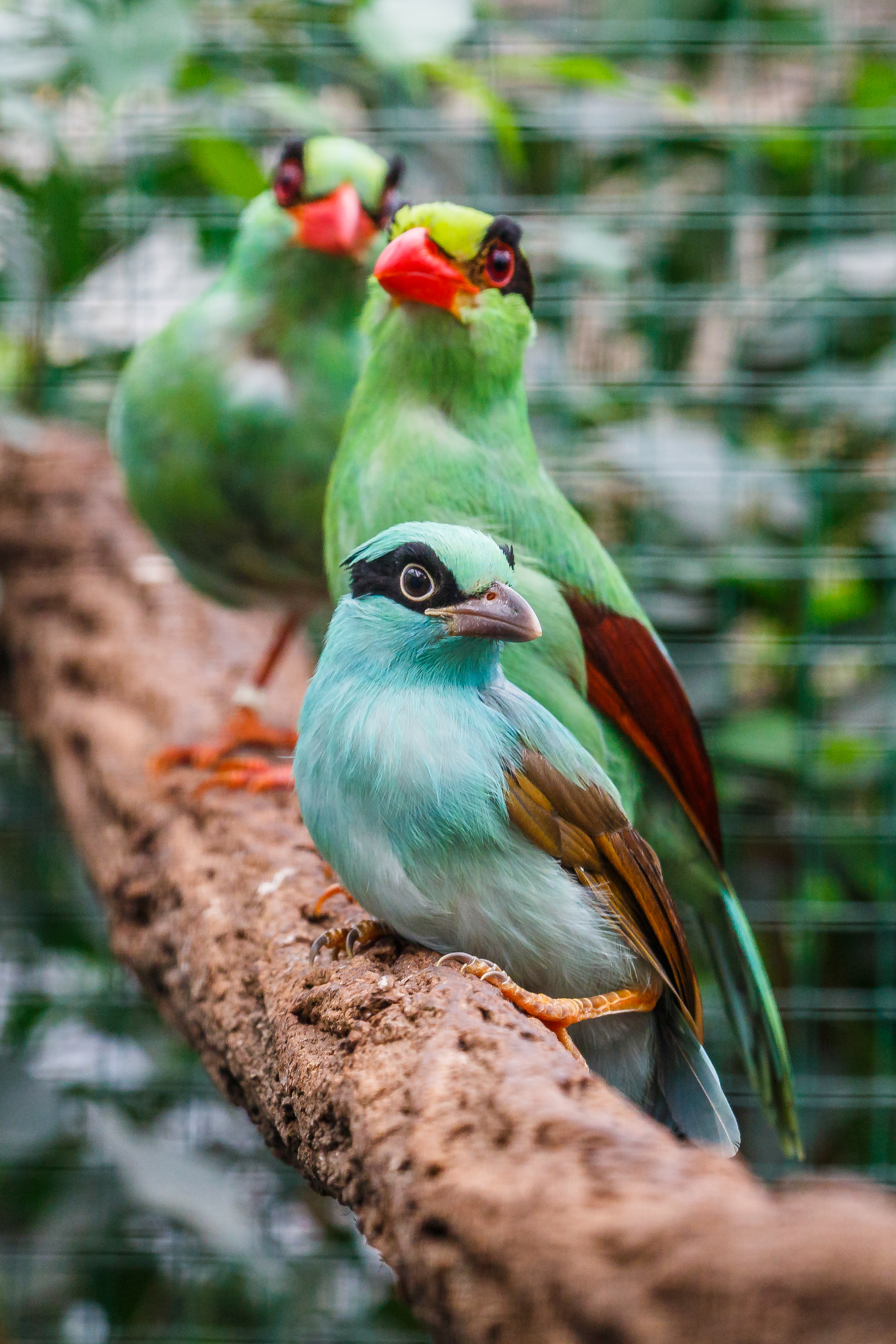
Altvögel (hinten), Jungvogel (vorne)
im Zoo Prag

Die Buschelster (Cissa thalassina), auch als Java-Buschelster bezeichnet, ist eine endemisch in Indonesien vorkommende Singvogelart aus der Familie der Rabenvögel (Corvidae). Der Artname leitet sich von dem Lateinischen Wort thallasinus mit der Bedeutung „meergrün“ ab und bezieht sich auf die Farbe des Vogelgefieders. Bis 2011 wurde die Art als Nominatform gemeinsam mit der heute eigenständigen, nur auf Borneo vorkommenden Kinabaluelster (ehemals Unterart Cissa thalassina jefferyi, jetzt Cissa jefferyi) geführt. Die Arten unterscheiden sich in den Lautäußerungen und der Morphologie.

## Beschreibung
Buschelstern erreichen eine Länge zwischen 24,5 und 30,0 Zentimetern sowie ein Gewicht zwischen 124 und 130 Gramm. Es handelt sich dabei ausschließlich um Angaben von Volierenhaltungen. Zwischen den Geschlechtern besteht kein Sexualdimorphismus. Die Grundfarbe des Kopf- und Körpergefieders sowie die Federhaube und die Flügeldecken sind smaragdgrün bis grasgrün. Wenn die Federn für längere Zeit starkem Sonnenlicht ausgesetzt sind, verblassen sie ins Bläuliche. Gleiches ergibt sich, wenn aufgrund einseitiger Nahrung in Gefangenschaft Mangelerscheinungen auftreten. Jungvögel haben zunächst ebenfalls eine bläuliche Farbe, die erst nach dem ersten Federwechsel in Grün umschlägt. Offensichtlich benötigen die Vögel zur Bildung des grünen Farbstoffs das in bestimmten Pflanzen vorhandene Pigment Lutein. Das Lutein wird von den Elstern in der Natur direkt oder indirekt über die Nahrungskette aufgenommen. Die Zügel der Buschelstern sind als schwarze Gesichtsmaske ausgebildet. Sie reichen von der Schnabelbasis bis in den Nacken, umschließen die Augen der Vögel großflächig und zeigen kräftige schwarze Augenbrauen. Die Innenfahnen und Spitzen der Schirmfedern sind hellgrün bis weißlich und bilden einen hellen Rand. Arm- und Handschwingen sind rötlich braun gefärbt. Die relativ kurzen, stumpf auslaufenden Steuerfedern sind auf der Oberseite dunkelgrün, auf der Unterseite graugrün. Die Vögel haben einen kräftigen korallenroten Schnabel, dessen Oberschnabel eine Hakenspitze besitzt. Die Beine und Füße sind orangerot, die Iris ist rotbraun.

## Ähnliche Arten
Die Kinabaluelster (Cissa jefferyi) unterscheidet sich durch die weißliche Iris, den vergleichsweise kurzen Federschopf sowie ihre Lautäußerungen.

## Verbreitung und Lebensraum
Die Buschelster kommt endemisch im Westen der Insel Java vor. Die Art bewohnt hauptsächlich Vorgebirge und montane tropische oder subtropische Wälder, bevorzugt in Höhenlagen zwischen 500 und 2000 Metern. Gelegentlich wurde sie im Tiefland und in angrenzenden Anbaugebieten beobachtet.

## Lebensweise
Über die Lebensweise der Buschelster in ihren natürlichen Lebensräumen ist wenig bekannt. Die meisten veröffentlichten Daten entstammen von in Gefangenschaft gehaltenen Vögeln.
Ihre Ernährung besteht hauptsächlich aus wirbellosen Tieren (Heuschrecken, Grillen) und kleinen Wirbeltieren (Eidechsen, Frösche, Mäuse) gelegentlich auch aus Fischen, Vogeleiern, Krustentieren sowie Früchte und Beeren. Das Brutgeschäft ist über das gesamte Jahr verteilt möglich, wobei die Monate mit den höchsten Niederschlagsmengen (Oktober bis April) bevorzugt werden. In ein aus Zweigen gebildetes napfförmiges Nest legt das Weibchen ein oder zwei Eier. Die Eier haben eine blass grünlich-blaue Farbe und sind leicht bräunlich gesprenkelt. Die meisten Sprenkel befinden sich am stumpfen Ende. Nach einer Inkubationszeit von 20 bis 21 Tagen schlüpfen die Jungen. Das Männchen liefert Nahrung an das brütende Weibchen, welches die Küken füttert. Insekten und deren Larven werden den Küken als Ganzes übergeben. Beute von Wirbeltieren, beispielsweise Mäuse werden vor dem Füttern in kleine Stücke zerteilt.

## Gefährdung
Der Lebensraum der Buschelster ist aufgrund des anhaltenden Verlustes und Abbaus von geeigneten Biotopen im Rückgang begriffen. Außerdem werden Vögel widerrechtlich aus der Natur entnommen und zum Verkauf angeboten. Für eine Buschelster wurden in Indonesien in Einzelfällen 20 Millionen Rupien bezahlt, was mehreren Jahreseinkommen der dortigen Durchschnittsgehälter entspricht. Der Wildbestand wurde im Jahr 2019 in einer Größenordnung zwischen 50 und 249 Vögeln geschätzt. Von der Weltnaturschutzorganisation IUCN wird die Art als „Critically Endangered = vom Aussterben bedroht“ geführt.

## Zuchtprogramme
Um den Erhalt der Art zu sichern, wurden Zuchtprogramme gestartet. Seit 2011 wird die Buschelster im Cikananga Conservation Breeding Center (CCBC) regelmäßig gezüchtet. Im April 2019  betrug die Population in Gefangenschaft 71 Individuen. Außerdem wird die Art in den Zoos von Chester und Prag teilweise von Hand gezüchtet.